# جاك ولف
جاك ولف (بالإنجليزية: Jack Wolfe)‏ هو رسام أمريكي، ولد في 1924، وتوفي في 1 نوفمبر 2007.

## وصلات خارجية
- الموقع الرسمي